# Qué pena tu vida (película mexicana)
Qué pena tu vida es una película de comedia romántica mexicana de 2016 dirigida por Luis Eduardo Reyes. La película es una adaptación mexicana de la película chilena de 2010 del mismo nombre dirigida por Nicolás López. Está protagonizada por José María de Tavira, Aislinn Derbez e Ilse Salas. La película tuvo un presupuesto de entre 20 y 25 millones de pesos, y se estrenó el 2 de diciembre de 2016 en México.

## Trama
Javier es un joven diseñador con un futuro prometedor, pero hay un detalle: acaba de terminar su relación con su novia. Cegado por el rencor, conducirá su vida al caos y comenzará un camino de malas decisiones que lo llevarán a las situaciones más absurdas y divertidas, todo esto mientras intenta recuperar a Sofía y si no es posible, entonces olvidarla. Con la ayuda de Andrea, su mejor amiga, intentará encontrarse a sí misma, no sin antes conocer a los personajes más extraños y locos de la ciudad.

## Elenco
- José María de Tavira como Javier
- Aislinn Derbez como Andrea
- Ilse Salas como Sofía
- Álvaro Guerrero como Comisario Rafael Pérez
- Fabiola Campomanes como Lorena
- Rosa María Bianchi como Patricia
- Leonardo de Lozanne como Paul Izquierdo
- Fernanda Castillo como Úrsula
- Marcus Ornellas como Tigre
- Arturo Barba como el exnovio de Lorena
- Alejandro Calva como vendedor de autos